# Armoiries des Tonga
Les armories des Tonga furent dessinées en 1875 à l'occasion de la création de la constitution. L'écu est un écartelé : 1. Les étoiles symbolisent les îles principales : Tongatapu, Vava'u et Ha'apai. 2. La couronne symbolise la monarchie. 3. La colombe avec le rameau d'olivier symbolise la paix survenue après la guerre civile. 4. Les trois épées symbolisent les trois différentes lignées de rois avant la création des Tonga (Tu‘i Tonga, Tu‘i Kanokupolu et Tu‘i Ha‘atakalau). Sur le tout une étoile blanche à six branches surchargée d'une croix rouge que l'on retrouve dans le canton du drapeau national dont deux exemplaires constituent les tenants. Dans la partie inférieure, sur un listel, on peut lire la devise nationale : Ko e ‘Otua mo Tonga ko hoku Tofi‘a (Dieu et les Tonga sont mon héritage), et dans la partie supérieure, une couronne accompagnée d'une guirlande de feuilles de laurier.